# Нора Стремстад
Нора Стремстад (норв. Nora Strømstad; 26 січня 1909 року, Берум — 6 січня 2005 року, Осло) — норвезька гірськолижниця, учасниця зимової Олімпіади у Гарміш-Партенкірхені. Сестра срібного олімпійського призера Торальфа Стремстада та гірськолижниці Торборг Стремстад.

## Життєпис
Виросла у спортивній сім'ї. Її брат Торальф був відомим лижником, був дворазовим срібним призером Олімпіади у Шамоні. Сестра Сігрід емігрувала до США і стала однією з перших жінок, що займалася лижним спортом у Каліфорнії. У 1939 році вона виграла змагання Міжнародної Ярмарки на Трежер-ісланд.
Нора займалася як гірськолижним спортом, так і у звичайних лижних дисциплінах. Разом із сестрою-близнюком Торборг Стремстад провела декілька показових виступів зі стрибків з трампліна протягом 30-х років.
На Олімпійських іграх 1936 року у Гарміш-Партенкірхені виступала у змаганнях з гірськолижної комбінації. Вона посіла одинадцяте місце на 0,03 бали випередивши італійку Фріду Клару.
Крім лижного спорту займалася також легкої атлетикою та гандболом. Спортивна кар'єра Нори Стремстад продовжилась досить довго, відомо що вона брала участь у змаганнях 1946 року у віці 37 років. Пізніше Нора працювала дитячим тренером, навчала хлопчиків у вікових групах 12-18 років.
Одночасно зі спортивними виступами Нора Стремстад разом із сестрою Торборг заснували швейну майстерню. Вони шили жіноче вбрання яке було досить популярне в Норвегії. Довгий час триразова олімпійська чемпіонка Соня Гені носила вбрання виключно створене сестрами Стремстад.
Нора Стремстад разом з Торборг відвідали Скво-Веллі напередодні зимової Олімпіади 1960 року і високо оцінили працю організаторів.